# Onosandre
Onosandre (en grec antic: Ὀνόσανδρος, llatí: Onosander) fou un filòsof de l'antiga Grècia que va viure al segle i dC. Va ser conegut per un comentari a la La República de Plató, actualment perdut, i per una obre sobre tàctiques militars intitulat Στρατηγικὸς λόγος (Strategikós logos), que sí que s'ha conservat.
L'obra va dedicada a cert Quint Verani, probablement Quint Verani Nepot, cònsol l'any 49. Onosandre degué viure, per tant, a la meitat del segle i, i al prefaci del seu llibre explica que el va escriure en temps de pau, segurament entre els anys 49 i 59. L'obra imita l'estil de Xenofont amb encert, i és considerat un llibre de referència per les obres dels emperadors romans Maurici (Estratègicon) i Lleó VI (Tàctica (en)).
Generalment se suposa que Onosandre hauria estat militar, però no se sap res de la seva vida. Fou deixeble de l'escola platònica de filosofia i, segons la Suda, també va escriure una obra intitulada Περὶ στρατηγημάτων, que tampoc no es conserva.

## Edicions
- Aeneas Tactitus, Asclepiodotus, and Onosander (en anglès). Traducció: Illinous Greek Club.  Loeb Classical Library, 1923. ISBN 0-674-99172-9.
  - Trancscripció del text grec i la traducció al web Lacus Curtius